# Ленинградские маркисты
«Ленинградские маркисты» — термин, принятый в отношении круга ленинградских художников (в разных источниках называется от 5-6 до 15 имён), работавших в середине 1930-х – начале 1940-х годов преимущественно в жанре камерного ленинградского городского пейзажа и избравших для себя творческим ориентиром живопись современных французских художников, в том числе Марке, Мане, Матисса, Ренуара, Дюфи.

## Этимология
Происхождение выражения «ленинградские маркисты» (или «маркисты») относится к середине 1930-х годов и связано с заметным влиянием французских импрессионистов и постимпрессионистов на творчество части ленинградских художников — живописцев и графиков, главным образом в жанре камерного ленинградского городского пейзажа и в меньшей степени в других жанрах. Имя одного из современных французских художников — Альбера Марке — стало для них «своего рода опознавательным знаком», «игрой в авторитеты», характерной вообще для 1930-х годов с их разного рода «культами личности».
Заметное влияние и даже подражание французскому мастеру отмечались не только художественным сообществом, прессой и специалистами, но и признавалось самими «маркистами». «Мы оба любим Марке и исходим от него», - писал Н. Лапшин о себе и А. Ведерникове в «Автобиографии» 1941 года.
Это дало основание современникам ещё 1930-е годы объединить круг художников, избравших для себя творческим ориентиром А. Марке и французскую живопись, термином «ленинградские маркисты», прочно закрепившимся за ними и используемым в публицистике и научной литературе до настоящего времени. «Иногда шутя, иногда с оттенком завистливого недоброжелательства, - писал в 2005 году Л. В. Мочалов, -  их называли «ленинградскими парижанами», или «маркистами» (от Марке). Они не обижались, не протестовали».
Помимо упомянутых выше искусствоведов А. Дмитренко, Р. Бахтиярова, Л. Мочалова, А. Струковой, термин «маркисты» использовали в своих трудах А. Слудняков, Е. Логвинова, А. Докучаева, А. И. Морозов, И. Н. Карасик и другие.
Так, в связи с выставкой «Живопись ленинградских художников 1920-30-х годов» 2001 года в ГМИИ им. А. С. Пушкина в Москве читаем: «Насмешливая кличка «маркисты», присвоенная «круговцам» прессой, прочно прилепилась к художникам, в чём значительную роль играло сходство сюжета — городские набережные большой реки, и жанра — камерный станковизм. Несомненно, многое было схожим и в подходе к изображению натуры — обобщенность цветового пятна, лаконизм формы.» Как «об осознанном маркизме» Н. Лапшина, А. Ведерникова и некоторых других ленинградских художников в 1930-е годы пишет и И. Н. Карасик.
Л. Мочалов напротив отмечает шуточный, ироничный характер использования выражения «маркисты». По его словам, «пестрая суета улиц, импровизирующих мимолетную прелесть незатейливых сценок, что так притягивала импрессионистов, – наших художников не увлекает. Хотя они великолепно знают (и любят!) французов (шутя их даже именуют «ленинградскими маркистами»). Но для них моменты быстротекущей жизни – не столько эмоциональные озарения, сколько лирические раздумья, настраивающие на тихую созерцательность. А сами мотивы подразумевают особое – неторопливое – течение времени».

## Круг художников
Л. Мочалов в упомянутой статье «В поисках третьего пути» (2009) пишет, что «маркистами» «именовали» Н. Лапшина, В. Гринберга, А. Ведерникова. В числе «ленинградских маркистов» исследователи называют также А. Русакова, А. Почтенного, позднего В. Пакулина.
А. Струкова причисляет к этому кругу также А. Карева, Б. Ермолаева, Н. Емельянова, А. Пахомова, Н. Тырсу, А. Успенского, Я. Шура, братьев В. Прошкина и А. Прошкина. «Мастеров ленинградской пейзажной школы 1930-х годов, - пишет А. Струкова, - постоянно сравнивали с их французскими современниками, главным образом с А. Матиссом и А. Марке. Нередко эти параллели приобретали ироническую окраску. Их называли «петербургскими парижанами». «У нас есть такое выражение: художник французит...,» - приводит автор запись из блокадного дневника  А. П. Остроумовой-Лебедевой.
По мнению А. Струковой, в 1930-е годы часть бывших круговцев обращаются к «камерному» жанру пейзажа не только по причине своей невостребованности в области монументальной живописи, «но скорее подчиняясь изменившейся атмосфере времени».
На другой аспект интереса к французскому искусству у ленинградских художников обращает внимание А. Докучаева. «Характерно, — пишет она, — что одной из главных причин неослабевающего внимания российских мастеров к формально-техническим совершенствам французской живописи было не вполне осознанное ощущение, что за этими внешними свойствами стоит нечто необычайно значимое для искусства: особое самосознание и самоощущение художника, что позволяло ему быть свободным не только в общении с материалом, но и в осмыслении вдохновляющих его искусство идей.»
Известно, что летом 1934 года А. Марке с женой посетил Ленинград, где встречался и с художниками — поклонниками своего творчества. О впечатлениях от этих встреч есть разные суждения. «У Лапшина, Лебедева, Пунина, Тырсы и их друзей (в основном круга «ленинградских маркистов») было принято собираться, чтобы за бокалом вина поговорить о французской живописи, посмотреть альбомы и журнальные вырезки с репродукциями, — пишет А. Докучаева, — но приехавший в 1934 году в Ленинград А. Марке, познакомившись лично с этими художниками и побывав в нескольких мастерских, так, кажется, и не узнал, что его открытия были оценены в этом городе, как, может, нигде в мире. Его жена написала позже В. Гринбергу, одному из «маркистов», лишь нейтрально-теплые слова благодарности за гостеприимство.»
Ленинградские маркисты никогда не представляли собой формальной группы, если не считать членства некоторых из них в объединении «Круг художников», существовавшем в 1926—1932 годах. После 1932 года они были членами ЛОССХ и принимали участие в основных ленинградских выставках. В войну и блокаду судьба большинства из них сложилась трагично, погибли ведущие представители этого круга художников Н. Лапшин, В. Гринберг, А. Карев, Н. Тырса, А. Успенский.

## Творчество
Художники предпочитали панорамные виды Ленинграда, с деловитыми буксирами и тяжелыми баржами на Неве, чаще всего с пустынным набережным и проспектам, как бы оставляя зрителя наедине с городом. По мнению А. Струковой, в 1930-е годы ленинградские «маркисты» составляли особый круг, «где «верность» французской живописи культивировалась и сознательно или подсознательно противопоставлялась диктату социалистического реализма.»
По мнению Л. Мочалова, для маркистов была характерной творческая переработка импрессионистических и постимпрессионистических традиций, развивавших широту цветотонального видения и искусство обобщения главных пейзажных планов. Широкие перспективы Ленинграда, простор невских набережных, туманная атмосфера, неяркий свет определяют своеобразие ленинградского лирического пейзажа, его сдержанную красоту, основанную на изысканной игре полутонов, и подсказывают художникам выбор характерных решений.
«Несомненно, - отмечала в 2001 году А. Чудецкая в статье к каталогу выставки «На берегах Невы. Живопись и графика ленинградских художников 1920-30-х годов из московских частных коллекций» в ГМИИ имени А. С. Пушкина, - многое было схожим и в подходе к изображению натуры: обобщённость цветового пятна, пластический лаконизм. Однако, когда начинаешь внимательно анализировать пейзажи «маркистов», сравнивая их камерные пейзажи с артистической живописью знаменитого фовиста, видно, насколько ближе они к традиции отечественного искусства, к образам Ленинграда — Санкт-Петербурга, созданным М. В. Добужинским и А. П. Остроумовой-Лебедевой, нежели к образному строю фовизма».
К числу характерных и наиболее известных работ ленинградских маркистов относятся «Мойка» (1934, ГРМ), «Нева. Первый снег» (1934, ГРМ), «Переход через Неву» (1935, ГРМ), «Синий мост» (1937, ГРМ) Н. Ф. Лапшина, «Вид на Невку» (1934, ГРМ), «Тучков мост» (1935, ГРМ), «Канал Грибоедова зимой» (1938) А. С. Ведерникова, «Нева. Петропавловская крепость» (1935, ГРМ), «Мойка у Синего моста» (1936), «Сад трудящихся» (1936) В. А. Гринберга, «Лето» (1935, ГРМ) Н. А. Тырсы, «Зимний вечер» (1938, ГРМ) А. И. Русакова, «Стрелка Васильевского острова» (1930-е, ГРМ), «Дворцовая набережная» (1930-е, ГРМ), А. П. Почтенного и другие.

## Критика
Начиная со вступительной статьи к каталогу Первой выставки ленинградских художников 1935 года критика с неизменным вниманием относилась к творчеству ведущих ленинградских «маркистов», признавая за ними особый вклад в развитие лирического городского пейзажа 1930-1940-х годов. Так, Н. Э. Радлов в обзорной статье о «Первой выставке ленинградских художников» среди прочих её участников упоминает Н. А. Тырсу, В. В. Лебедева, Н. Ф. Лапшина, В. А. Гринберга, А. А. Успенского в числе «своеобразной группы живописцев, лирическое искусство которых, может быть, ещё несколько замкнутое в рамках кабинетных переживаний, не только обладает большими формальными ценностями, но отвечает естественному стремлению к поэтизации окружающего нас мира». «Их искусство, - писал Радлов, - занимает в нашей живописи то же место, что и лирическая поэзия в кругу литературных произведений».  Н. Радлов говорит не о жанрах (слово «пейзаж» в статье им не употребляется ни разу), а о более общих и универсальных вещах – о лирическом искусстве как неотъемлемой части ленинградской живописи, о естественном стремлении художника к поэтизации окружающего мира. Употреблённое им в статье образное сравнение с лирической поэзией «в кругу литературных произведений» – один из первых известных опытов определения места лирического искусства «маркистов» в кругу ленинградской живописи 1930-х годов.
Интерес к наследию художников этого круга вновь возникает в середине 1970-х годов. К этому времени относятся и первые попытки представить их творчество как некое общее значительное явление в ленинградской пейзажной живописи 1930-х годов. Такой подход имел основание, однако не нашёл поддержки у ведущих специалистов прежде всего в силу необоснованного противопоставления творчества «маркистов» другим мастерам пейзажной живописи и преувеличенной оценки их роли в развитии ленинградского изобразительного искусства. Поэтому осторожное предложение Л. В. Мочалова в 1976 году рассматривать творчество маркистов как «ленинградскую пейзажную школу» в отрыве от прочих мастеров ленинградской пейзажной живописи предвоенного и послевоенного периода не встретили понимания.
Так, на неправильность сводить понятие «ленинградского пейзажа» к изображению города и к творчеству художников, тяготевших к этой теме в 1930-е годы, тогда же указывали В. А. Гусев и В. А. Леняшин в статье «Искусство Ленинграда» (журнал «Художник», 1977, № 4) в связи с большой ретроспективной выставкой «Изобразительное искусство Ленинграда» в Москве. По их мнению, о ленинградском пейзаже мы говорим «не только тогда, когда видим на полотне черты города-музея, когда узнаём великолепную строгость проспектов, спокойную гладь Невы, бережно несущей отражение бесценных памятников, и словно прислушиваемся к негромкой мелодии белых ночей. Но и в тех случаях, когда воплощается контакт с чистой природой, как в пейзажах П. Т. Фомина, И. Г. Савенко, В. Ф. Загонека, Ф. И. Смирнова. Разные это художники, различны излюбленные ими мотивы и способы выражения. Но объединяет их Ленинград, город, в котором формировался их талант».
В дальнейшем Л. В. Мочалов к выражению «ленинградская школа пейзажной живописи» применительно к творчеству «маркистов» не обращался. Значительно позднее он стал причислять их к так называемому «третьему пути» в ленинградском искусстве – выдвинутой им оригинальной теории, в которой первые два «пути» по мнению автора занимали официальное искусство и андеграунд.
В 1977 году в журнале «Художник» В. А. Гусев и В. А. Леняшин писали: «Встречались и встречаются попытки закрепить понятие «ленинградская школа» за каким-то, пусть очень важным, но всё же фрагментом творчества ленинградских художников — то за живописью мастеров «Круга», то за скульптурой А. Матвеева и его последователей, то за ленинградской книжной иллюстрацией. Это действительно непререкаемые ценности. И всё-таки «ленинградское искусство» — понятие более ёмкое, многомерное, основанное на внутреннем творческом взаимодействии явлений, самых разных по масштабу, интонации, характеру. В нём сливаются мощная, набатная гражданственность, острая публицистика и тихий лиризм, решения сложные, порой экспериментальные и ясные, традиционные. В этом понятии — единство художников разных поколений. Это тесная преемственность, неуклонное движение вперёд. Движение неторопливое, неспешное, но уверенное, основанное на высоком понимании искусства».
В конце 1980-х свои сомнения в правомерности объединять творчество маркистов понятием «ленинградская школа 1930-х годов» высказал известный искусствовед М. Ю. Герман: «Ленинградский пейзаж Русакова 1930-х годов, — писал он, — казалось бы, естественным образом вписывается не только в искания и лучшие находки «Круга», но и в то художественное явление, которое скорее по традиции, нежели с аргументированным основанием, называют «ленинградской школой». Об этой проблеме следует сказать особо. Рядом с Русаковым и одновременно с ним работают превосходные тонкие мастера пейзажа, тесно связанные с ленинградской темой, часто обращающиеся к близким мотивам и даже близким сюжетам, мастера, испытавшие почти те же влияния, прошедшие схожую школу, художники, отмеченные близостью к интеллигентной, хорошего вкуса, сдержанной до аскетизма «петербургской традиции». Об этой традиции, даже о самом её существовании много спорили, но игнорировать её существование бессмысленно – сами споры свидетельствуют о том, что предмет для них существует. В это понятие входят и комплекс мотивов, облагороженный спецификой строгого петербургского зодчества и сдержанностью северной природы, и мирискуснические тенденции, и некая сдержанность, традиционно противопоставляемая московской колористической щедрости. Можно ли, исходя из сказанного, говорить о «ленинградской школе» 1930-х годов? Как о цельном, концентрированном явлении с общими корнями, принципами и целями — едва ли. Художники, о которых идёт речь, — Лапшин, Ведерников, Тырса, Карев, Гринберг, Верейский, Остроумова-Лебедева, Пакулин, Успенский и другие, — не все были единомышленниками; многие из них едва были знакомы, а то, что порой роднило их работы, лежало скорее не в сути их индивидуальностей, но в атмосфере петроградско-ленинградской художественной культуры, «омывавшей», так сказать, их внутренние миры, но не определявшей их. Конечно, интерес к традиции новой французской школы, немногословие при внутренней насыщенности, культура неизменно сдержанного колорита — это было у многих из них. Разумеется, можно отыскать прямую близость мотивов, скажем, у Русакова и Ведерникова, даже почувствовать у обоих реминисценции Марке, но впечатление это будет совершенно поверхностным и останется скорее в области схожих сюжетов и степени лаконизма».
Наиболее полным исследованием творчества ленинградских маркистов является книга А. И. Струковой «Ленинградская пейзажная школа. 1930-1940-е годы», вышедшая в 2011 году. В ней в строгих рамках хронологических границ на большом фактическом материале рассматривается творчество ленинградских художников - последователей А. Марке, которых автор относит к ленинградской пейзажной живописи 1930-1940-х годов.